# Verführung zum Mord
Verführung zum Mord (Originaltitel: Seduced by Madness: The Diane Borchardt Story) ist ein zweiteiliger US-amerikanischer Thriller aus dem Jahr 1996. Regie führte John Patterson, das Drehbuch schrieb Carmen Culver.

## Handlung
Der Film beginnt mit der Szene des Mordes an Ruben Borchardt. Später werden in Rückblenden vorangegangene Ereignisse gezeigt. Der in Wisconsin lebende Ruben Borchardt ist mit der Lehrerin Diane Kay Borchardt verheiratet. Er lernt eine Frau kennen, mit der er eine Affäre eingeht. Nach einiger Zeit verlangt er die Scheidung. Diane Kay stiftet einen ihrer Schüler dazu an, Ruben zu ermorden. Sie hofft auf die Lebensversicherung ihres Mannes. Der von ihr verführte Schüler führt die Tat gemeinsam mit zwei Kollegen aus. Später werden Diane Kay und die beteiligten Schüler festgenommen.

## Kritiken
Die Zeitschrift TV14 20/2008 schrieb, der Film sei „beklemmend realistisch inszeniert“.
Film-Dienst schrieb, der Psychothriller sei „in der Hauptrolle überzeugend gespielt“.

## Hintergründe
Die Handlung beruht auf einer wahren Begebenheit. Die Premiere in den USA fand am 25. Februar 1996 statt.